# Carrefour Mova

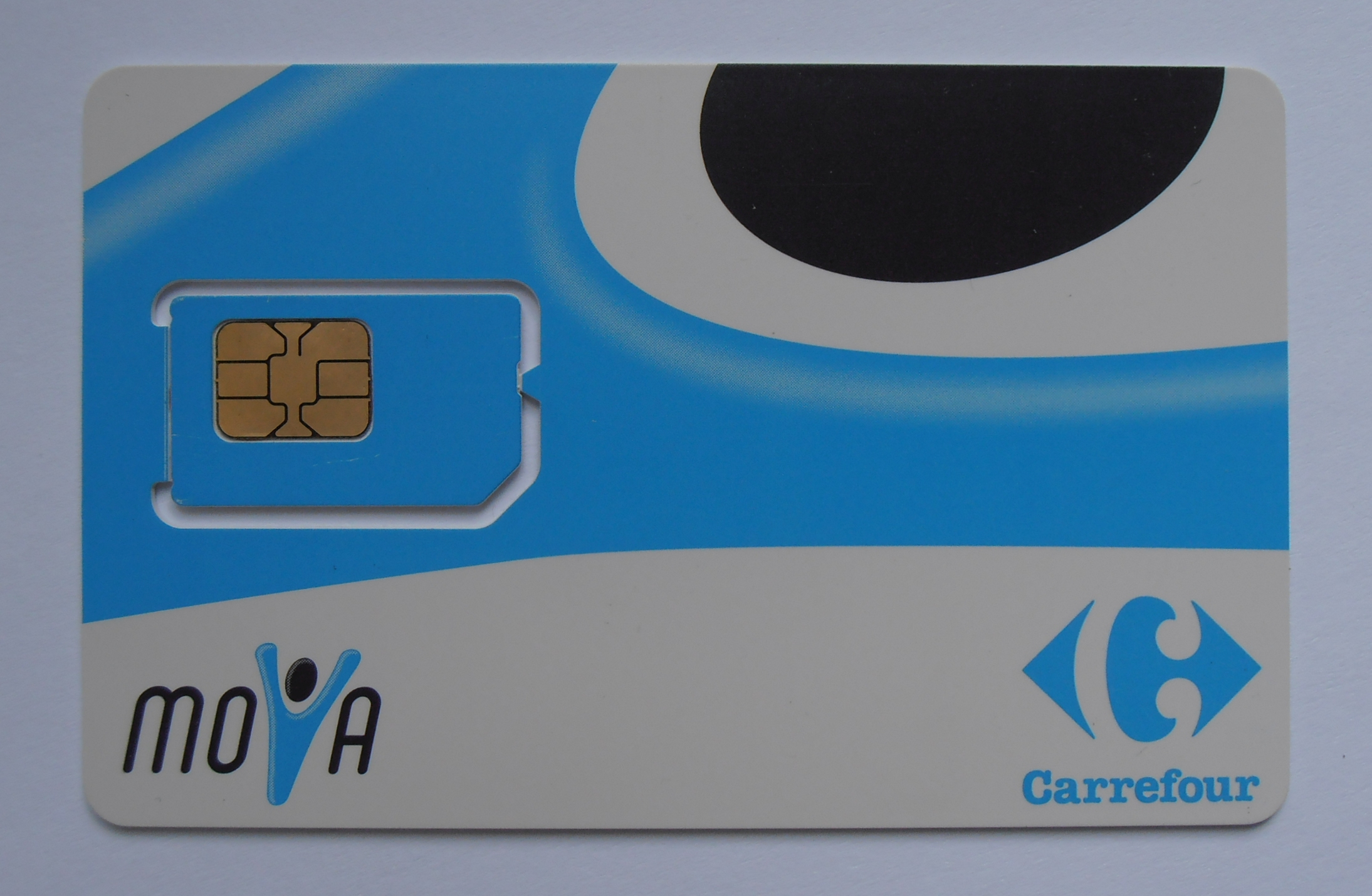
Karta SIM Carrefour Mova

Carrefour Mova (wcześniej Carrefour Mova Mobile) – polski operator sieci telefonii komórkowej w Polsce.

## Informacje ogólne
Carrefour Mova jako operator wirtualny (MVNO) korzystał z infrastruktury sieci należącej do Polkomtel S.A.

## Historia
Carrefour Mova rozpoczął działalność 9 kwietnia 2008. Zamknięcie działalności nastąpiło 30 września 2012.

## Oferta
Carrefour Mova udostępniał wyłącznie usługi bez abonamentu (na kartę). Zestawy startowe sieci Carrefour Mova dostępne były w sklepach Carrefour. Do oferty należały zestawy startowe (podstawowy oraz dla klientów korzystających z karty Rodzinka) z telefonem i bez. Carrefour Mova umożliwiał przyłączenie się klientów z innych sieci z zachowaniem dotychczas posiadanego numeru telefonicznego. Za wydane pieniądze na zakupy klient mógł otrzymać darmowe minuty na rozmowy do Mova i innych sieci (bez Play).
Carrefour Mova oferował także darmowy dostęp do internetu w telefonie komórkowym w zamian za oglądanie reklam.